# 明尼哈哈 (亞利桑那州)
明尼哈哈（英語：Minnehaha）是位於美國亞利桑那州亞瓦派縣的一個非建制地區。該地的面積和人口皆未知。

## 地理
明尼哈哈的座標為34°09′48″N 112°24′27″W / 34.16333°N 112.40750°W，而該地的平均海拔高度為1667米（即5469英尺）。